# Eleição municipal de Volta Redonda em 2012
A eleição municipal da cidade brasileira de Volta Redonda de 2012 ocorreu no dia 7 de outubro de 2012 para eleger o prefeito e o vice-prefeito, além de 21 vereadores para a Câmara Municipal da cidade.
A campanha eleitoral contou com a participação de 5 candidatos a prefeito. O prefeito em exercício, Antônio Francisco Neto, concorreu a reeleição.  O primeiro turno foi realizado em 7 de outubro. Como nenhum candidato recebeu a maioria dos votos para ser eleito imediatamente em primeiro turno, os dois primeiros colocados, Antônio Francisco Neto, candidato pelo PMDB, e Zoinho, candidato pelo PR, avançaram para o segundo turno. Em 28 de outubro, Neto venceu a disputa, tendo sido eleito com 55,15% dos votos válidos (95.095 votos). Esta foi a quarta vitória de Neto para o cargo executivo municipal.
A chapa vencedora tomou posse na Prefeitura de Volta Redonda em 1° de janeiro de 2013 para um mandato de quatro anos.

## Candidaturas para a prefeitura
| Nº | Prefeito(a)  | Prefeito(a)                             | Prefeito(a) | Vice-prefeito(a) | Vice-prefeito(a) | Vice-prefeito(a)                              | Vice-prefeito(a) | Coligação Partido(s)                                          |
| Nº | Candidato(a) | Candidato(a)                            | Partido     | Candidato(a)     | Candidato(a)     | Candidato(a)                                  | Partido          | Coligação Partido(s)                                          |
| -- | ------------ | --------------------------------------- | ----------- | ---------------- | ---------------- | --------------------------------------------- | ---------------- | ------------------------------------------------------------- |
| 15 |              | Neto Antonio Francisco Neto             | PMDB        |                  |                  | Paiva Carlos Roberto Paiva                    | PMDB             | Pelo Bem De Volta Redonda PP PDT PT PTB PMDB PSC PSD PCdoB    |
| 16 |              | Professora Isabel Isabel Fraga De Paula | PSTU        |                  |                  | Professor Geraldo Geraldo Henrique Honorio    | PSTU             | Sem coligação                                                 |
| 22 |              | Zoinho Jorge De Oliveira                | PR          |                  |                  | Rogerio Loureiro                              | PR               | Volta Redonda Pode Mais PRB PTN PR PPS DEM PTC PRP PSDB PTdoB |
| 43 |              | Dr Jair Nogueira Jair Nogueira Filho    | PV          |                  |                  | João Alberto Whehaibe                         | PV               | Um Novo Tempo PSB PV                                          |
| 50 |              | Dodora Maria Das Dores Pereira Mota     | PSOL        |                  |                  | Marcos Mineiro Marcos Aurerlio Ramalho Gandra | PSOL             | Sem coligação                                                 |

## Debates

### Segundo Turno
| Data       | Organizador(es) | Candidatos  | Candidatos  | Ref.  |
| Data       | Organizador(es) | Neto (PMDB) | Zoinho (PR) | Ref.  |
| ---------- | --------------- | ----------- | ----------- | ----- |
| 27/10/2012 | TV Rio Sul      | Presente    | Presente    | [ 4 ] |

## Resultados da eleição

### Prefeito
| Candidato(a) a prefeito  | Candidato(a) a prefeito  | Candidato(a) a vice-prefeito | Primeiro turno 07 de outubro de 2012 | Primeiro turno 07 de outubro de 2012 | Segundo turno 28 de outubro de 2012 | Segundo turno 28 de outubro de 2012 |
| Candidato(a) a prefeito  | Candidato(a) a prefeito  | Candidato(a) a vice-prefeito | Total                                | Percentagem                          | Total                               | Percentagem                         |
| ------------------------ | ------------------------ | ---------------------------- | ------------------------------------ | ------------------------------------ | ----------------------------------- | ----------------------------------- |
|                          | Neto (PMDB)              | Paiva (PMDB)                 | 84.082                               | 49,6%                                | 95.095                              | 55,15%                              |
|                          | Zoinho (PR)              | Rogerio Loureiro (PR)        | 72.779                               | 42,93%                               | 77.344                              | 44,85%                              |
|                          | Dr Jair Nogueira (PV)    | João Alberto Whehaibe (PV)   | 8.899                                | 5,25%                                |                                     |                                     |
|                          | Dodora (PSOL)            | Marcos Mineiro (PSOL)        | 2.438                                | 1,44%                                |                                     |                                     |
|                          | Professora Isabel (PSTU) | Professor Geraldo (PSTU)     | 1.314                                | 0,78%                                |                                     |                                     |
| Total de votos válidos   | Total de votos válidos   | Total de votos válidos       | 169.512                              | 92,39%                               | 172.439                             | 95,82%                              |
| Votos em branco          | Votos em branco          | Votos em branco              | 4.891                                | 2,67%                                | 2.517                               | 1,4%                                |
| Votos nulos              | Votos nulos              | Votos nulos                  | 9.067                                | 4,94%                                | 5.004                               | 2,78%                               |
| Total de votos apurados  | Total de votos apurados  | Total de votos apurados      | 183.470                              | 84,57%                               | 179.960                             | 82,95%                              |
| Abstenções               | Abstenções               | Abstenções                   | 33.468                               | 15,43%                               | 36.978                              | 17,05%                              |
| Total de eleitores aptos | Total de eleitores aptos | Total de eleitores aptos     | 216.938                              | 216.938                              | 216.938                             | 216.938                             |
| Fontes:                  |                          |                              |                                      |                                      |                                     |                                     |

### Vereadores eleitos
| Candidato(a) | Candidato(a)                   | Partido | Votos | Cidade de origem | Unidade federativa/País |
| ------------ | ------------------------------ | ------- | ----- | ---------------- | ----------------------- |
|              | Baltazar                       | PRB     | 3.689 | Vassouras        | Rio de Janeiro          |
|              | Granato                        | PTB     | 3.540 | Rio Pomba        | Minas Gerais            |
|              | America Tereza                 | PMDB    | 3.163 | Volta Redonda    | Rio de Janeiro          |
|              | Simar-O Baixinho Do Estádio    | PSB     | 2.812 | Volta Redonda    | Rio de Janeiro          |
|              | Sidney (Dinho)                 | PSC     | 2.778 | Volta Redonda    | Rio de Janeiro          |
|              | Tigrão                         | PMDB    | 2.739 | Iúna             | Espírito Santo          |
|              | Paulo Conrado                  | PSD     | 2.652 | Volta Redonda    | Rio de Janeiro          |
|              | José Augusto                   | PDT     | 2.635 | Barra do Piraí   | Rio de Janeiro          |
|              | Mauricio Batista               | PTN     | 2.566 | Volta Redonda    | Rio de Janeiro          |
|              | Edson Quinto                   | PR      | 2.522 | Pancas           | Espírito Santo          |
|              | Jeronimo Da Secretaria De Obra | PSC     | 2.443 | Volta Redonda    | Rio de Janeiro          |
|              | Novaes                         | PP      | 2.403 | Volta Redonda    | Rio de Janeiro          |
|              | Neném                          | PCdoB   | 2.386 | Volta Redonda    | Rio de Janeiro          |
|              | Adão                           | PP      | 2.311 | Orizânia         | Minas Gerais            |
|              | Fernando Martins               | PSDC    | 2.279 | Volta Redonda    | Rio de Janeiro          |
|              | Gemilson Sukinho               | PSD     | 2.167 | Volta Redonda    | Rio de Janeiro          |
|              | Walmir Vitor                   | PT      | 1.938 | Pedra Bonita     | Minas Gerais            |
|              | Jorginho Fuede                 | PTB     | 1.881 | Volta Redonda    | Rio de Janeiro          |
|              | Pedro Magalhães                | PSDB    | 1.872 | Rio Preto        | Minas Gerais            |
|              | Jari                           | PT      | 1.757 | Volta Redonda    | Rio de Janeiro          |
|              | Dr. Francisco Chaves           | DEM     | 1.528 | Parnaíba         | Paraíba                 |
| Fontes:      |                                |         |       |                  |                         |

#### Vereadores eleitos por partido
| Nº                     | Partido                | Votos populares | Votos populares | Vagas   | ±       |
| Nº                     | Partido                | Votos           | %               | Vagas   | ±       |
| ---------------------- | ---------------------- | --------------- | --------------- | ------- | ------- |
| 15                     | PMDB                   | 16.044          | 9,85%           | 2       | 1       |
| 11                     | PP                     | 15.439          | 9,48%           | 2       | 1       |
| 55                     | PSD                    | 15.175          | 9,32%           | 2       | 2       |
| 14                     | PTB                    | 14.987          | 9,2%            | 2       | 2       |
| 20                     | PSC                    | 12.345          | 7,58%           | 2       | 2       |
| 13                     | PT                     | 11.429          | 7,02%           | 2       | 1       |
| 22                     | PR                     | 10.277          | 6,31%           | 1       | Estável |
| 27                     | PSDC                   | 9.711           | 5,96%           | 1       | 1       |
| 10                     | PRB                    | 9.281           | 5,7%            | 1       | 1       |
| 65                     | PCdoB                  | 8.600           | 5,28%           | 1       | 1       |
| 19                     | PTN                    | 6.672           | 4,1%            | 1       | 1       |
| 45                     | PSDB                   | 5.699           | 3,5%            | 1       | 1       |
| 43                     | PV                     | 5.509           | 3,38%           | 0       | 2       |
| 12                     | PDT                    | 5.443           | 3,34%           | 1       | Estável |
| 40                     | PSB                    | 4.699           | 2,89%           | 1       | 1       |
| 70                     | PTdoB                  | 3.636           | 2,23%           | 0       | -       |
| 44                     | PRP                    | 3.226           | 1,98%           | 0       | -       |
| 25                     | DEM                    | 2.376           | 1,46%           | 1       | Estável |
| 28                     | PRTB                   | 1.210           | 0,74%           | 0       | -       |
| 50                     | PSOL                   | 486             | 0,3%            | 0       | -       |
| 23                     | PPS                    | 317             | 0,19%           | 0       | -       |
| 16                     | PSTU                   | 175             | 0,11%           | 0       | -       |
| 54                     | PPL                    | 83              | 0,05%           | 0       | -       |
| 36                     | PTC                    | 7               | 0%              | 0       | -       |
| Total de votos válidos | Total de votos válidos | 162.826         | 88,75%          | 21      | 21      |
| Votos em branco        | Votos em branco        | 6.493           | 3,54%           | 21      | 21      |
| Votos nulos            | Votos nulos            | 14.151          | 7,71%           | 21      | 21      |
| Total de votos         | Total de votos         | 183.470         | 84,57%          | 21      | 21      |
| Abstenções             | Abstenções             | 33.468          | 15,43%          | 21      | 21      |
| Eleitorado apto        | Eleitorado apto        | 216.938         | 216.938         | 216.938 | 216.938 |
| Fontes:                |                        |                 |                 |         |         |